# Jagdstaffel 15
A Jagdstaffel 15, conhecida também por Jasta  15, foi um esquadra de aeronaves da Luftstreitkräfte, o braço aéreo das forças armadas alemãs durante a Primeira Guerra Mundial. A primeira vitória da esquadra ocorreu a 12 de Outubro de 1916, tendo ao longo da sua carreira alcançado o impressionante feito de mais de 150 vitórias aéreas, sendo apenas 150 confirmadas.

## Aeronaves
- Fokker D.II
- Fokker D.III
- Fokker D.VII
- Fokker DR.I